# Phoradendron kingii
Phoradendron kingii är en sandelträdsväxtart som beskrevs av J. Kuijt. Phoradendron kingii ingår i släktet Phoradendron och familjen sandelträdsväxter. Inga underarter finns listade i Catalogue of Life.